# Мусса Конате (письменник)
Мусса́ Конате́  (Moussa Konaté; *8 червня 1951, Кіта, округ Кіта, Каєс, Французький Судан, тепер Малі — 30 листопада 2013, Лімож, Франція) — малійський письменник і драматург, автор численних детективів, новел і дитячих творів.

## З життєпису
Народився у Кіті 8 червня 1951 року.
Випускник літературного відділення École normale supérieure у Бамако декілька років викладав, перш ніж присвятити себе письменництву. 
Був засновником видавництва Editions du Figuier, також головою асоціації Étonnants voyageurs Afrique («Дивовижні мандрівники Африки») й у співпраці з Мішелем Ле Брісом (Michel Le Bris) став співорганізатором однойменного фестивалю в Малі.
Помер у Франції, в Ліможі у 62-річному віці 30 листопада 2013 року. 

## З творчості
Мусса Конате став відомим завдяки публікації серії детективних романів, які розповідають про розслідування комісара Хабіба. Також він автор низки збірок оповідань і новел та численних книг для дітей і юнацтва.

## Премії та відзнаки
- премія Sony Labou Tansi у галузі франкомовного театру, яка вручається під час Фестивалю франкофонії в Лімузені (2005).
- премія Ерве Делюена Французької академії (2011).